# Airtight's Revenge
Airtight's Revenge è il secondo album in studio del cantante statunitense Bilal, pubblicato nel 2010.

## Tracce
1. Cake & Eat It Too – 4:00
2. Restart – 4:54
3. All Matter – 5:21
4. Flying – 4:21
5. Levels – 5:27
6. Little One – 3:59
7. Move On – 3:28
8. Robots – 3:17
9. The Dollar – 3:29
10. Who Are You – 6:03
11. Think It Over – 3:49